# Michaelsaltar

Michaelsaltar

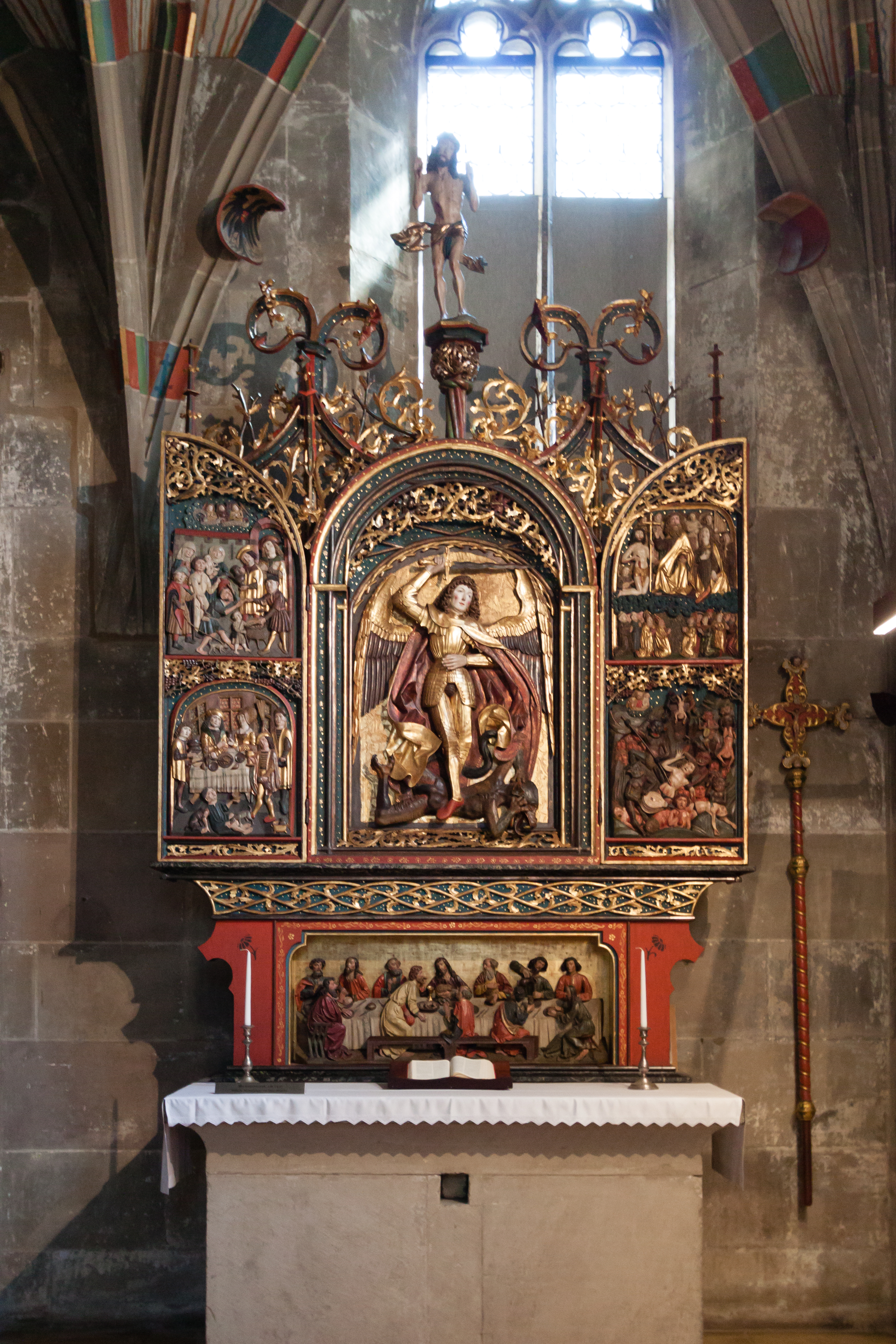
Michaelsaltar 2015

Predella des Michaelsaltar

Der Michaelsaltar in St. Michael in Schwäbisch Hall ist ein spätgotischer Schnitzaltar aus dem Jahre 1520.

## Beschreibung
Das Altarretabel befindet sich heute in der Sakristei, stand aber früher in der mittleren (östlichen) Chorkapelle. Im Schrein ist eine geschnitzte Figurengruppe des heiligen Michael in goldener Rüstung, der das Schwert über den Drachen hält. Die Innenseiten der Flügel zeigen Halbreliefs, so oben links: Barmherzigkeit gegen Arme und Leidenden, unten links: der reiche Mann und der arme Lazarus. Rechts oben: das Weltgericht, unten rechts: die Hölle. Die Arbeit stammt aus der Werkstatt Hans Beuschers. Die Predella zeigt das Letzte Abendmahl.